# Anís
|  | Per a altres significats, vegeu «anís (licor)». |

L'anís, anís verd, batafaluga o matafaluga, és una planta herbàcia anual (Pimpinella anisum) de la família Apiaceae, de llavors aromàtiques (per la qual raó rep el nom de llavoretes al País Valencià), que es fa servir per fer el licor del mateix nom. Pot arribar a 60–80 cm d'altura, si les condicions del terreny ho permeten. És una planta originària d'Orient, portada pels àrabs als països mediterranis. A la península Ibèrica es cultiva a gran escala, és per aquest motiu que el nostre país és un dels primers productors del fruit d'anís en comparació amb altres països de l'àrea mediterrània. De la península Ibèrica va fer el salt a Sud-amèrica, sobretot a l'Argentina, que és avui dia un dels llocs de més producció d'anís.

## Nomenclatura

### Etimologia
La paraula anís prové del llatí anisum (també anesum) i del grec ánison.

### Noms populars
Pimpinella anisum (Mill.) L. = Pimpinella aromatica Bieb., familia: Apiàcies (Umbelíferes)
També es diu anís estel·lat el fruit de la badiana.

## Distribució, ecologia, floració i recol·lecció
Les principals zones de producció d'anís se situen a l'Argentina, principalment a Valles Calchaquíes, Cafayate, San Carlos, Molinos, Cachi, La Poma, Candelaria, Catamarca i a la Província de San Juan.
Aquest cultiu es va desenvolupar fins a arribar a una superfície de 600/700 has. durant els últims anys de la dècada del 70 i els inicials dels 80, amb nivells de producció propers a les 600 tones anuals, que van permetre abastir el mercat intern i generar saldos exportables cap a països que avui formen el MERCOSUR. En la dècada del 90 els volums de producció nacional van decréixer, a causa de l'augment d'importacions amb preus menors, conseqüència de l'obertura de les importacions i a l'alt cost de producció en dòlars causat pel manteniment d'una relació de canvi desfavorable per a la producció argentina. Les dades disponibles indiquen que la producció nacional d'anís durant la campanya 99/00 va arribar al voltant de 250 tones, obtingudes sobre aproximadament 400 has, el que significa un rendiment terme mitjà de 625 kg/ha. El consum anual argentí s'estima al voltant de 350 a 400 tones, el que significa un consum aparent d'al voltant d'11 g/hab/any. El proveïment d'aquest volum ha estat proporcionat per la citada producció nacional i per importacions provinents de Síria (51%) i Turquia (30%) principalment. L'Argentina, juntament amb l'Afganistan i l'Egipte, ha estat exportador d'anís amb destinació a països del Mercosur, principalment Paraguai i Uruguai en els últims anys. Abans el destí més important va ser Brasil, que va disminuir les seves compres a partir de 1999. El preu mitjà de fruit sencer ha estat els últims anys de 5,6$/kg. (4,6 €/kg)aproximadament.
Perfil de la producció nacional: 
L'anís i el comí presenten característiques similars pel que fa a la seva estructura productiva; ambdós estan associats majoritàriament a productors minifundistes amb les característiques pròpies d'aquest nivell d'escala: baixos rendiments, alts costos relatius i qualitat desuniforme, amb algunes diferències entre tots dos cultius: *L'anís és, en part, conreat per cellers vitivinícoles i productors en un nivell tecnològic molt superior al terme mitjà, cosa que els permet arribar a rendiments i qualitat de nivells internacionals. L'anís es comercialitza com a producte sencer. * El comí és conreat per productors minifundistes gairebé completament.
Perspectives: 
L'actual relació de canvi (2006) permet produir a preus competitius i, com s'ha vist, existeixen excel·lents possibilitats de col·locació d'aquests productes: una demanda nacional i internacional creixent assegura la col·locació del producte i el manteniment de bons preus. La producció d'anís constitueix una activitat amb important requeriment de mà d'obra i, amb el suport institucional adequat. La producció d'aquestes espècies contribuirien altament al desenvolupament de la regió i la seva gent. L'anís espanyol que es ven com a Anís d'Alacant és el que està més ben adaptat a l'ús farmacèutic, amb un rendiment al voltant del 3%.
El rus i l'alemany són més petits i més foscos, generalment utilitzats per a la destil·lació de l'oli volàtil. L'anís italià està sovint adulterat amb cicuta.
L'anís floreix a partir del juny. És una planta que necessita el clima mediterrani: molt de sol, poca humitat i no gaire fred. De la recol·lecció, el que ens interessa són els fruits, que es recullen a gran escala i normalment per processos mecànics, per posteriorment deixar-los assecar i que acabin de madurar en ple camp; seguidament se sacsegen i se sotmeten a un assecat més sever. És important conservar els fruits, ja secs, en recipients hermètics, car la humitat els pot espatllar.
L'època de sembra és a finals d'hivern i primavera. Se sembra directament en test o a terra, cobrint lleugerament la llavor. El marc de separació de les plantes és de 25x25 cm. La recol·lecció es fa a l'estiu, quan els fruits han agafat la duresa suficient i un color verd-gris.

## Descripció
És una espècie herbàcia anual de 10-50 cm d'altura, i molt aromàtica. L'arrel és estreta i presenta una tija allargada, arrodonida, estriada i ramificada a la part superior. Les fulles inferiors tenen pecío, reniformes, incisodentades o lleugerament lobulades. Les de la part central són de tri a pentapinnades amb segments dentats. Les superiors són bi o tripennades, amb lòbuls estrets i pecíols amb beines. Les flors són blanques i estan agrupades. Els sèpals del calze són poc nombrosos, mentre que els pètals són d'uns 15 mm de longitud i tenen un marge amb uns pelets petits. Els fruits són de color gris verdós o verds groguencs, ovoides, amb pèls curts, sedosos i corbats sobre la seva cara dorsal convexa. Estan comprimits lateralment i estrets en el cim. Sovint estan proveïts d'un fragment del peduncle arquejat. Estan formats per 2 mericarpis, cadascun recorregut longitudinalment per 5 costelles de color més clar. Microscòpicament, s'observa que l'epidermis presenta nombroses papil·les i pèls unicel·lulars. L'endosperma és lleugerament còncau a la part de contacte amb l'altre mericarpi, i presenta proteïnes i oli essencial. El sabor és dolç.

## Història
L'anís és una de les plantes medicinals més antigues del món. Existeixen proves que demostren que ja es conreava a l'antic Egipte, i es col·locava dins del cos abans de la momificació per la seva aromaticitat. A l'antiga Grècia s'emprava habitualment com a espècie i planta medicinal.

## Farmacologia

### Principis actius
- oli essencial.[4] volàtil, entre 1 i 5%, que consisteix en :

- - Trans-anetol (70-90%),
  - Estragol (metilcavicol)
  - Cetona d'anís (metoxi-fenilacetona),
  - Àcid anísic,
  - β-cariofilè,
  - Anisaldehid,
  - Linalol,
  - polímers de l'anetol, dianetol, fotoanetol.

- En una varietat egípcia s'hi pot trobar :

- - Carvè,
  - Carvona,
  - α-zingiberona.
- Cumarinas, furanocumarines (umbeliferona), escopoletina.
- glucòsids flavonoides
- Fenilpropanoides
- Esterols (estigmasterol), àcids grassos i carbohidrats.

### Accions farmacològiques
La destil·lació de les llavors allibera un oli volàtil que es fa servir per al tractament de còlics flatulents. Com a infusió serveix per a trastorns digestius. L'element principal de l'oli (més del 90%) és l'anetol. (C10H12O), també conté xavicol metilè, aldehid anísic, àcid anísic i carburs terpènics, als quals es deu la seva acció estomacal.
Sobre l'aparell digestiu l'anís és el prototip de les plantes amb acció carminativa, tonificant de l'estómac i digestiva. L'aigua del carme conté anís (0.0004 mL) en fórmula.

### Usos medicinals
Té un 2-3% d'essència als fruits, quantitat que pot augmentar fins a un 6% en casos excepcionals. Aquesta essència es compon principalment d'una substància anomenada anetol, que és la que li confereix la seva olor característica. A més, podem trobar -també en la seva essència- albúmines, uns quants sucres, i àcids orgànics. Tots aquests components li donen a l'anís algunes virtuts: sobretot, que és un bon expectorant, que facilita l'expulsió de gasos, i que actua com un excel·lent tònic estomacal. A més de tot això, se sap que augmenta la secreció de la llet de la dona i dels animals, i també regula la menstruació. És útil per la desgana, espasmes gastrointestinals, mal alè, refredats, bronquitis, lactància, i menstruacions irregulars. És important recordar que l'essència d'anís pot ser tòxica si es pren en grans dosis, per tant, caldrà fer com prescrigui el metge.
Aquestes són les seves propietats sobre l'aparell digestiu: l'anís és el prototip de les plantes amb activitat carminativa, tonificant de l'estómac i digestiva. Neteja els budells de fermentacions i putrefaccions. Forma part de la "tissana de quatre llavors", al costat de l'alcaravea, el fonoll i el coriandre. Als nens i lactants els resulta molt eficaç les infusions d'anís en cas de gasos o diarrees pudentes. Es recomana especialment a les persones que segueixen un pla per a deixar de fumar, ja que és un bon antídot de la nicotina i del quitrà del tabac, neteja els bronquis de mucositats irritants i facilita la regeneració de les cèl·lules de les mucoses.
Sobre la glàndula mamària té una acció galactògena, és a dir, augmenta la producció de llet. Per això els ramaders donen anís barrejat amb el pinso a les vaques i les ovelles.
Es pot administrar en forma:
- D'Infusió. Amb una culleradeta de fruit d'anís en una tassa d'aigua bullent. Aquesta infusió s'ha de prendre en calent; si es vol, es pot reforçar amb una mica de tintura d'anís.
- D'Essència d'anís. D'1 a 4 gotes de l'essència, que poden afegir-se a un terròs de sucre. Es pot repetir la dosi després dels 3 principals àpats.
- De Tintura d'anís. Es macera el fruit d'anís en alcohol de 70° durant 10 dies. Esgotat el temps, es filtra i es conserva el líquid en flascó comptagotes.

L'anís també serveix per a fer una beguda tradicional: el licor d'anís.

## Reaccions adverses
Les reaccions adverses de l'anís verd són rares: - Neurològiques/psicològiques. Molt rarament poden aparèixer convulsions, sobretot associades a sobredosis. - Al·lèrgiques/dermatològiques. Molt poques vegades hi han hagut casos de reaccions d'Hipersensibilitat i Dermatitis de contacte, que s'atribueixen a l'anetol.

## Sobredosi
Símptomes: En cas de sobredosi es produeix un quadre caracteritzat per hiperexcitabilitat i convulsions, seguit de depressió del sistema nerviós central. Tractament: El tractament de la sobredosi és simptomàtic. Es pot administrar diazepan intravenós per a eliminar les convulsions. En cas de sobredosi o ingestió accidental, cal acudir a un centre mèdic o consultar al Servei d'Informació Toxicológica, indicant el producte i la quantitat ingerida.

## Gastronomia

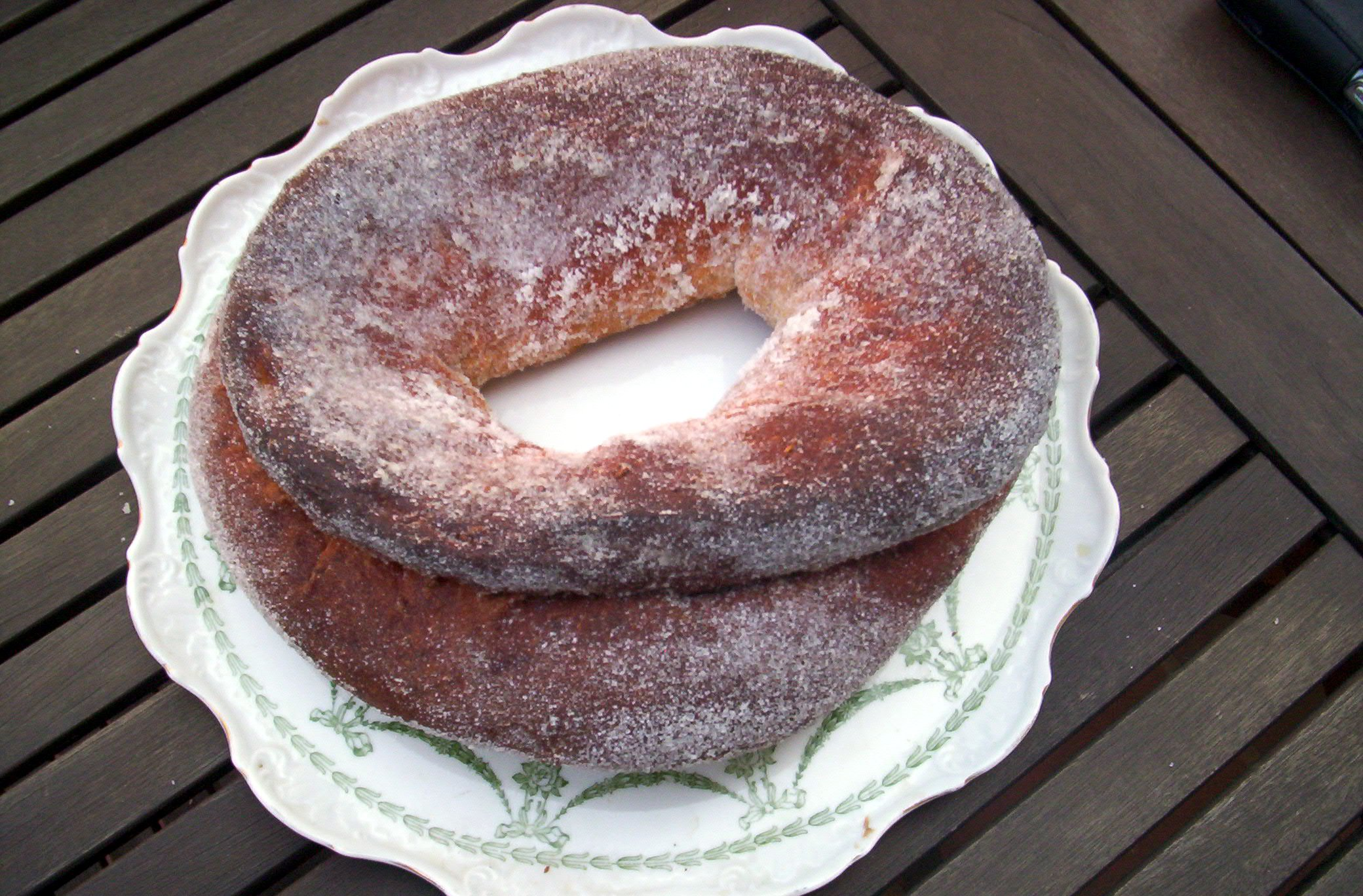
Coca garlanda de Vilafranca del Penedès elaborada amb matafaluga

A la gastronomia tradicional dels Països Catalans, la matafaluga ocupa un lloc destacat, ja que forma part de diversos plats i especialment de les postres.
També es fa servir per a l'aromatització de l'anomenat licor d'anís, producte de la maceració de la planta en un solució hidroalcohòlica ensucrada.
USOS CULINARIS
- S'utilitza per a realitzar el licor d'anís, i les seves llavors donen sabor a menjars.[6]
- Sabor dolç, agradable, típic de l'anís.
- Com que el seu sabor i olor són fortes, cobreixen els altres sabors, per la qual cosa cal utilitzar-lo de forma moderada.
- L'anís és un gran aperitiu, i de fet els grangers italians ho han mastegat tradicionalment per a estimular la digestió.
- El gra és molt emprat en dolços, coques, galetes i en curris de verdures.
- S'utilitzen en confiteria, fleca, i en la preparació de compotes.
- La fulla fresca, de sabor dolç, constitueix un acompanyament per a amanides, encara que es fa servir més com a condiment de salses i sopes; les fulles seques serveixen per a fer una tisana calmant.

## Curiositat
A Catalunya als anys de la postguerra (i abans de la guerra també), hi havia el costum de fumar matafaluga, el dia 8 de desembre, dia de la Mare de Déu fumadora.